# Phrynobatrachus batesii
Phrynobatrachus batesii és una espècie de granota que viu al Camerun, el Gabon, Ghana, Nigèria i, possiblement també, a Guinea Equatorial i Togo.
Està amenaçada d'extinció per la pèrdua del seu hàbitat natural.